# Garfield: Koty górą
Garfield: Koty górą (ang. Garfield's Pet Force, 2009) – amerykańsko-koreański film animowany zrealizowany w cyfrowej technice trójwymiarowej. Film opisuje kolejne przygody rudego kota – Garfielda. Film również znany jest jako Garfield 6, 6:Pet Force, Garfield - Koty górą 3D, Garfield VI: Pet Force 3-D, Garfield 3D.

## Fabuła
Garfield wiedzie życie Garfielda - składają się na nie: spanie i jedzenie. Tymczasem jego znajomy Nermal staje się wielbicielem komiksów o Drużynie Sierść - grupie superbohaterów, ratującej wszechświat przed zagładą. Ta sielanka zostaje nagle przerwana - z innego wymiaru przybywa zła VetVix, która wykrada broń, zamieniającą żywe istoty w zombie. Za jej pomocą pokonuje Drużynę Sierść i atakuje Ziemię. Jednak szef Drużyny Sierść, Garzooka (odpowiednik Garfielda) przybywa na Ziemię i zamienia przyjaciół Garfielda w Nową Drużynę Sierść, mającą pokonać VetVix. Garfield też postanawia przyczynić się do ratowania świata i z pomocą kilku swoich znajomych organizuje kontratak na zombie.

## Wersja polska
Wersja polska: Sun Studio Polska

Wystąpili:
- Cezary Żak –
  - Garfield,
  - Garzooka
- Joanna Jabłczyńska –
  - Arlene
  - Starlene
- Joanna Liszowska – Vetvix

oraz
- Tomasz Kozłowicz - Jon Arbuckle
- Waldemar Barwiński -
  - Odie
  - Odious
- Karol Wróblewski -
  - Nermal
  - Abnermal
- Mieczysław Morański
- Anna Apostolakis - Betty
- Paweł Szczesny - Eli
- Jarosław Domin
- Izabela Dąbrowska - Bonita
- Anna Gajewska
- Zbigniew Konopka - Miś Billy

i inni